# Miss Europe 1973

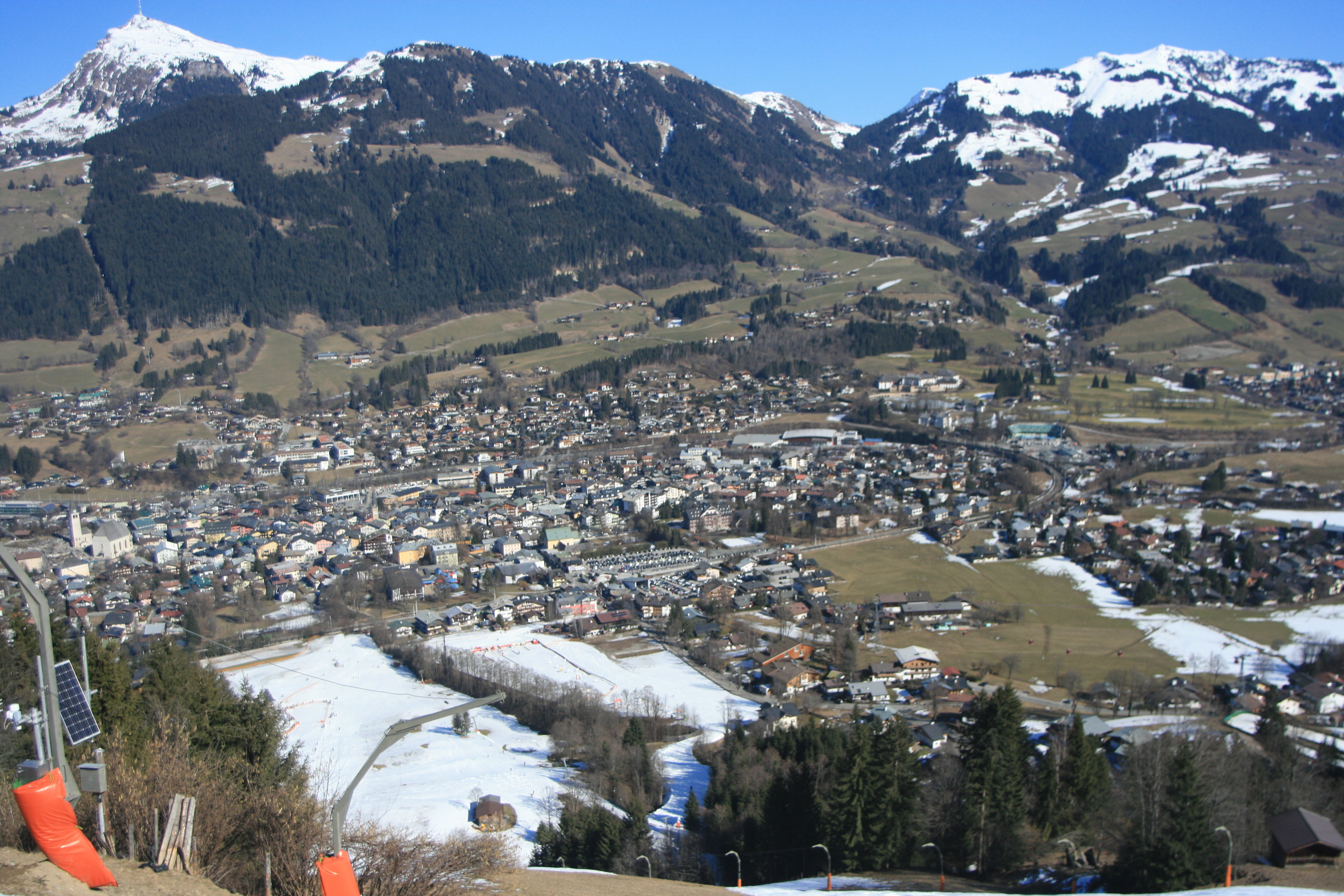
Panorama von Kitzbühel, Ort der Veranstaltung

Der Wettbewerb um die Miss Europe 1973 war der fünfundzwanzigste seit 1948, den die Mondial Events Organisation (MEO) durchführte. Sie war von den Franzosen Roger Zeiler und Claude Berr ins Leben gerufen worden, hatte ihren Sitz in Paris und organisierte den Wettbewerb bis 2002.
Die Kandidatinnen waren in ihren Herkunftsländern von nationalen Organisationskomitees ausgewählt worden, die mit der MEO Lizenzverträge abgeschlossen hatten.
Die Veranstaltung sollte ursprünglich im September 1973 in Deutschland stattfinden, dann in der Türkei. Beide Termine wurden verschoben. Schließlich fand der Wettbewerb erst am 23. Januar 1974 im österreichischen Wintersportort Kitzbühel statt. Es gab 18 Bewerberinnen.
| Land                    | Schreibweise bei Pageantopolis      | Schreibweise in der Heimatsprache | Teilnahme an weiteren Wettbewerben                                       |
| ----------------------- | ----------------------------------- | --------------------------------- | ------------------------------------------------------------------------ |
| Platzierungen           |                                     |                                   |                                                                          |
| 1. Holland              | Anke Maria Groot                    | Anke Groot                        | Miss Universe 1973: Semifinale                                           |
| 2. Spanien              | Amparo Muñoz Quesada                | Amparo Muñoz Quesada              | Miss Universe 1974: Siegerin                                             |
| 3. Griechenland         | Sicta Vana Papadaki                 | Βάνα Παπαδάκη (Vana Papadaki)     | SF Miss Universe 1973: Semifinale                                        |
| 4. Belgien              | Christiane Devisch                  |                                   | Miss Universe 1973, Miss World 1973                                      |
| 5. Schweiz              | Barbara Schöttli                    | Barbara Schöttli                  | Miss Universe 1973                                                       |
| Top 7                   |                                     |                                   |                                                                          |
| England                 | Zoe Spink                           | Zoe Spink                         | Miss International 1973: Platz 2                                         |
| Portugal                | Carla Luisa dos Santos Paiva Barros |                                   | Miss Universe 1973                                                       |
| Weitere Teilnehmerinnen |                                     |                                   |                                                                          |
| BR Deutschland          | Ingeborg Braun                      | Ingeborg Braun                    | Miss International 1973: Semifinale                                      |
| Finnland                | Raija Kaarina Stark                 | Raija Kaarina Stark               | Miss Universe 1973, Miss Scandinavia 1974: Platz 3                       |
| Frankreich              | Isabelle Nadia Krumacker            | Isabelle Krumacker                | Miss Universe 1973, Miss World 1973, Miss International 1975: Semifinale |
| Irland                  | Pauline Theresa Fitzsimons          | Pauline Theresa Fitzsimons        | Miss Universe 1973                                                       |
| Italien                 | Patrizia Castaldi                   | Patrizia Castaldi                 |                                                                          |
| Jugoslawien             | Snezana Milojevic                   | Snežana Milojević                 |                                                                          |
| Luxemburg               | Lydia Maes                          |                                   | Miss Universe 1973                                                       |
| Österreich              | Roswitha Kobald                     | Roswitha Kobald                   | Miss Universe 1973, Miss World 1973                                      |
| Schweden                | Christine Göthlander                |                                   | Miss Scandinavia 1974: Platz 4                                           |
| Türkei                  | Nuray Belbuken                      | Nuray Belbüken                    |                                                                          |
| Zypern                  | Helena Siakou                       | ΄Ελενα …                          |                                                                          |
| Traten nicht an         |                                     |                                   |                                                                          |
| Dänemark                | ? A                                 |                                   |                                                                          |
| Island                  | Nina Breidfjord B                   |                                   |                                                                          |
| Norwegen                | Aina Walle C                        |                                   |                                                                          |

## Wettbewerb des „Comité Officiel et International Miss Europe“
Seit 1951 gab es einen rivalisierenden europäischen Wettbewerb, durchgeführt vom Comité Officiel et International Miss Europe. Dies wurde 1950 von Jean Raibaut in Paris gegründet, der Sitz später nach Marseille verlegt. Die Siegerinnen trugen unterschiedliche Titel wie Miss Europa, Miss Europe oder auch Miss Europe International.
Er fand am 24. Juni 1973 im spanischen Barcelona statt. Es gab 16 Bewerberinnen.
Platzierungen
- 1.  Italien: Diana Scapolan (Teilnahme an Miss Universe 1976)
- 2.  Monaco: Veronique Mercier
- 3.  Vereinigtes Königreich: Linda Hooks (Miss International 1972: Siegerin)

Weitere Teilnehmerinnen
- Belgien: ?
- Finnland: Anne-Elisabeth Schäfer
- Frankreich: Aleth Mosson
- Griechenland: Helene Sibiropoulos / Ελένη Σιδηροπούλου (Eleni Sidiropoulou)
- Irland: ?
- Jugoslawien: Milene Birkic (Milena Brkić?)
- Korsika: Teliziana Altieri
- Luxemburg: ?
- „Mittelmeer“: ?
- Norwegen: Elisabeth Krabbe
- Österreich: ?
- Schweiz: Laurence Erhart
- Tschechoslowakei: Bogina Adryva

Durch andere Kandidatin ersetzt
- Monaco: Nadine Benoit

Kandidatur zurückgezogen
- Liechtenstein: ?